# 大人のDSゴルフ
『大人のDSゴルフ』（おとなのディーエスゴルフ）は、2005年11月10日に任天堂が発売したニンテンドーDS用ゴルフゲーム。Touch! Generationsシリーズの1つ。北米では『True Swing Golf』、欧州では『Nintendo Touch Golf Birdie Challenge』としてリリースされている。欧州ではマルチプレイなどの要素を削除したニンテンドーDSiウェア『a little bit of... Nintendo TOUCH GOLF』が2009年にリリースされた。

## 概要
旧来のゴルフゲームとは異なり、ニンテンドーDSのタッチパネルを活用した、実際にボールを打つような操作でショットを行う。
最初の段階については、タッチパネルに表示されるコース上に表示されるカーソルを動かすことでショット方向と使用するクラブを選択する。距離に応じて自動的にクラブが選択されるが、ここから更にプレイヤーが選択することも可能である。その後のスイングについては、タッチパネル上に表示されたクラブヘッドをまず後方（表示における方向は3種類から選択できる）にドラッグし、飛ばしたい距離に応じたところまでドラッグした後画面上のボールに向かってドラッグすることでショットを行う。このときに描いた軌道はそのままショット時におけるヘッドの軌道となり、ボールを通過した際におけるスピードはインパクト時のヘッドスピードとなりボールの初速度に影響を与えるほか、インパクト時に通過したポイントとボール中央のズレや軌道の方向による横方向の変化などが弾道に影響することになる。
ちなみにマニュアルの表紙はゴルフクラブの代わりにDS用のタッチペンを持っているイラストとなっている（前方の風景と足下のボールは実写で、この2つの写真はDSの2画面に相当するレイアウトで配置されている）が、これもこのような独特のシステムを表したデザインといえる。

## ゲームモード

### シングルプレイ
ストロークプレー
コースを選び1人で選んだコースをラウンドし、スコアに挑戦する。
マッチプレー
CPUとの対戦。ホール毎に勝敗を付け、勝ったホール数が多い方が勝ち。賞品持ちのプレイヤーが対戦相手として出現することもある。
フリーラウンド
ホールや天候条件などを指定して練習することができる。
チャンピオンシップ
トーナメントツアーに参加し、賞金に挑戦する。ツアー内の獲得賞金額の上位に入ることで昇格していく。
獲得した賞金はクラブやボールなどの購入資金などとして使うことができる。
また、参加したトーナメントで登場したコースはフリーラウンドに、優勝したトーナメントで登場したコースは全てのモードに追加される。

### 多人数プレイ
ダウンロードプレイ（DSカードは1枚でOK）・ワイヤレスプレイ（DSカードは人数分必要）の両方に対応している。どちらの場合も、まずホストとなるプレイヤーが通信方式と試合形式およびコースを指定し、他のプレイヤーがそこに接続することでエントリーする形式となっている。
モード名の後の"1"はダウンロードプレイ、"M"はワイヤレスプレイのモードである。
ストロークプレイ 1M
2～4人のグループでスコアを競う。
ダウンロードプレイではデフォルトで登場する3つのオリジナルコースの内のどれか1つを選び、そのコースの9ホールをラウンドする。
ワイヤレスプレイでは18ホールのラウンドやチャンピオンシップで優勝したことがあるコースでのラウンドも可能。
マッチプレイ 1M
2人での対戦。ホール毎に勝敗を付け、勝ったホール数が多い者が勝ち。
選択できるコースの制限についてはストロークプレイと同じ。
BETストローク M
賞金付きのストロークプレイ。総打数が最も少ない者が、プレイヤー全員で出し合った賞金を総取りする。
スキンズマッチ
4人までのプレイヤーが出し合った賞金が各ホールに分配され、ホール毎に最も打数が少なかった者が賞金を獲得できる。
この他、体験版を同時に3人までに配信することも可能。

### その他のモード
ゴルフショップ
チャンピオンシップ等で獲得した賞金を使い、クラブやボール等の装備品や、服を購入することができる。
カスタマイズ
ショップで購入したアイテムを装備することができる。
ゴルフ用語辞典
ルールや用具など各種の用語の解説が収録されている。

## その他
- 本作では10以上（初期状態で選択できるのは3つ）のオリジナルコースの他、宮崎県のリゾート施設シーガイアに隣接する「フェニックスカントリークラブ」が収録されている。
- 開発はT&E ソフトの商号を受け継いだディープ（デジタルゴルフに吸収されたのち、ティーアンドイーソフトとして再分社化）が担当している。